# Volvo VESC
Der Volvo VESC (Volvo Experimental Safety Car) ist ein Konzeptfahrzeug des schwedischen Automobilherstellers Volvo aus dem Jahr 1972. Das Fahrzeug, das verschiedenste Innovationen präsentierte, die der Verbesserung der Sicherheit von Insassen und Passanten dienen sollten, wurde auf dem Genfer Autosalon gezeigt. Äußerlich nahm das Fahrzeug die 240er- und 260er-Reihe vorweg, die bis 1993 gebaut wurden und bis heute die meistverkauften Volvo-Modelle sind.

## Geschichte und Fertigung
Für das 1927 in Göteborg gegründete Unternehmen stand die Fahrzeugsicherheit stets im Zentrum der Unternehmenstätigkeit:

“Cars are driven by people. The guiding principle behind everything we make at Volvo, therefore, is and must remain, safety.”

„Autos werden von Menschen gefahren. Das Leitprinzip hinter allem, was wir bei Volvo tun, muss deshalb Sicherheit sein und bleiben.“

Diese Grundhaltung äußerte sich im Laufe der Jahrzehnte immer wieder in Innovationen, welche die Sicherheit im Straßenverkehr merklich verbesserten und zügig bei nahezu allen Automobilherstellern Einzug fanden. Ab 1944 verwendete Volvo das von einem Vattenfall-Ingenieur entwickelte Verbund-Sicherheitsglas in seinem PV444 Modell. Ebenfalls neu war die Konstruktion eines das Fahrzeug durchziehenden Sicherheitskäfigs.
1959 präsentierte Volvo den von Nils Bohin entworfenen Dreipunkt-Sicherheitsgurt und öffnete wegen seiner Bedeutung das Patent für andere Hersteller. 1964 wurde der firmeneigene Kindersitz präsentiert, der erstmals entgegen der Fahrtrichtung ausgerichtet war, 1978 folgte eine eigene Sitzerhöhung.
In den späten 1960er-Jahren arbeitete Volvo an einem Konzeptfahrzeug mit der Bezeichnung P1560, das den Einstieg des Herstellers in die Luxusklasse bilden sollte. Der Prototyp entstand in mehreren Bauformen, der Schwerpunkt lag neben der Erprobung eines V8-Motors vor allem auf dem Test verschiedener Airbag-Konstruktionen. Aufgrund der Ungewissheit bezüglich einer angekündigten Reform der amerikanischen Verkehrssicherheitsbestimmung wurde das Projekt eingestellt. Dennoch waren viele Erkenntnisse sowie die Bauform eine solide Grundlage für die Konstruktion des VESCs.
Viele der Sicherheitskonzepte wurden in den folgenden Serienproduktionen Volvos umgesetzt und übertrafen die Anforderungen der nationalen Behörden deutlich. Dies zeigt sich vor allem am Volvo 240, der bei der amerikanischen Bundesbehörde für Verkehrssicherheit (NHTSA) zum Referenzfahrzeug für sämtliche Forschung ernannt wurde.
Insgesamt entstanden zehn der „rollenden Sicherheitslabors“, wie das Fahrzeug inoffiziell genannt wurde. Ein Großteil wurde in Crash-Tests eingesetzt. Eines der Vorführungsmodelle steht heute im Volvo-Museum in Göteborg.

## Motorisierung
Die Studie widmete sich auch moderner Motorentechnik. Der Wagen erhielt eine überarbeitete Version des Vierzylinder-Motors der B20-Baureihe. Mit Benzineinspritzung und einem System zur EGR-Abgasrückführung mit Katalysator erfüllte das Aggregat bereits die für 1974 vorgesehenen und strengen Abgasvorschriften in den Vereinigten Staaten und bildete die Voraussetzung zur Markteinführung des geregelten Drei-Wege-Katalysator mit Lambdasonde im 240 im Jahr 1976.

## Sicherheitskonzepte
Viele der damals revolutionären Sicherheitskonzepte gingen bald in die weltweite Massenfertigung der Automobilhersteller ein. Die Nachhaltigkeit der Innovationen zeigt sich vor allem daran, dass ein Großteil der Neuerungen zum heutigen Standard der für Nordamerika und Europa gefertigten Autos gehören.

### Lackierung
Die Trendfarben der 1970er-Jahre waren bunte, leuchtende Farben, die als Signal- und Sicherheitsfarben bezeichnet und beworben wurden. Dementsprechend wählte Volvo Orange als Lackierung, wobei die Motorhaube matt-schwarz beklebt wurde, um eventuelle Reflexionen, die den Fahrer irritieren könnten, zu vermeiden. Die Farbe war auch für den späteren Volvo 240 wählbar.

### Karosserie
Die Seitentüren wurde durch viele waagerechte, röhrenförmige Streben verstärkt, um Seitenkollisionen zu widerstehen. Zudem schloss die Tür nicht nur im Bereich des Schlosses, sondern wurde auch mit Haken an den Schwellern verriegelt, was die Steifigkeit erhöhte. Im Fond wurde dieser Mechanismus auch für eine Kindersicherung verwendet.
Die Seiten des Fahrzeugs hatten Schutzleisten aus Kunststoff.
Das Dach wurde durch einen über dem Fahrzeughimmel quer verlaufenden Überrollschutz verstärkt. Bei einem Sturz aus 2,40 m Höhe wurde das Dach nicht mehr als 7,5 cm eingedrückt.
Front- und Heckstoßstange waren übermäßig lang und an Teleskopstangen aufgesetzt. Damit sollte bei einem Aufprall mit geringen Geschwindigkeiten bis 16 km/h jeglicher Schaden der Insassen und an der Karosserie vermieden werden.
In Front und Heck waren kalkulierte Knautschzonen vorgesehen, um optimale Energieabsorption zu gewährleisten.
Eine Besonderheit war die Spritzwand des Fahrzeugs. Das Bauteil, das Motorraum und Fahrzeugkabine voneinander trennt, war so konzipiert, dass der tief eingebaute Motorblock bei einem Frontalaufprall unter die Fahrgastzelle gedrückt wird.
Zuletzt verfügte das Konzept über eine automatische Höheneinstellung der Hinterachse. Dadurch wurde eine günstige Fahrzeughöhe und -ausrichtung bei verschiedener Ladung erreicht.

### Personenschutz im Innenraum
Das VESC war mit Airbags im Front- und Fondbereich ausgestattet. Ein weiterer Airbag im Bereich der Hutablage schützte bei Auffahrunfällen.
Im Kniebereich von Vorder- und Rücksitzen gab es zusätzliche Polster.
Neben festen Kopfstützen im Fond waren die der vorderen Sitzreihe versenkt und fuhren im Falle eines Unfalls automatisch heraus. Die Rückseite fiel flach nach hinten ab, um einen eventuellen Aufprall der Köpfe hinten sitzender Personen möglichst glimpflich ausgehen zu lassen.
Neben beim Motorstart automatisch anlegenden, semi-passiven Dreipunktgurten vorne waren auch die Sitze im Fond mit Sicherheitsgurten ausgestattet.
Eine Neuheit war die vorgespannte Lenksäule. Im Falle eine Kollision versenkt sich das Lenkrad 15 cm in das Armaturenbrett, um dem Fahrer mehr Raum nach vorn zu geben. Diese Bauform ist heute noch weit verbreitet und die Svenska Kullagerfabriken (SKF), der 1907 gegründete Konzern, als dessen Tochterunternehmen Volvo gegründet wurde, vertreibt Produktlösungen dieser Art.

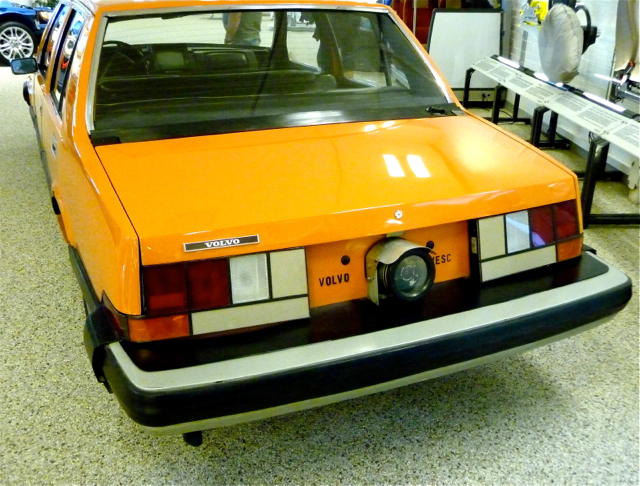
Fahrzeugheck mit Rückfahrkamera und weißen Flächen zur besseren Wahrnehmung

### Elektrische Vorrichtungen
Der Entwicklung um Jahrzehnte voraus war die Vorstellung einer Rückfahrkamera. Eine von Mitsubishi gelieferte Kamera in der Mitte des Hecks lieferte ein Bild an einen Röhrenbildschirm in der Mittelkonsole.
Sowohl Front- und Heckscheibe als auch die Frontscheinwerfer hatten Scheibenwischer und eine eigene Wischwasseranlage.
Bei Öffnen der Türen leuchtete an deren Stirnseite eine gelbe Warnleuchte.
Beim Rückwärtsfahren setzte ein Warnsignal ein, wie es heute bei Lastkraftwagen Vorschrift ist.

### Kraftstoffanlage
Der Benzintank war mittig im Fahrzeug hinter der zweiten Sitzreihe montiert. Damit sollte eine Beschädigung im Falle einer Kollision erschwert werden. Die Kraftstoffleitung zum Motor wurde im Falle eines schweren Unfalls durch eine elektronische Vorrichtung unterbrochen, um die Brandgefahr einzudämmen.

### Vorgänger des Antiblockiersystems
Je nach Lastverteilung wurden alle vier Bremsen einzeln elektronisch angesteuert. So ergab sich über gezieltes, kurzzeitiges Freigeben einzelner Räder ein stabileres und besser kontrollierbares Bremsergebnis durch verminderte Gierbewegungen des Fahrzeugs. Die Vorrichtung ist eine von denen mehrerer Hersteller, die an das 1978 durch Bosch patentierte Antiblockiersystem erinnern, das inzwischen weltweit gebräuchlich ist.